# ГЕС Корумба IV
ГЕС Корумба IV — гідроелектростанція на сході Бразилії у штаті Гояс, дещо південніше від столиці країни Бразиліа. Знаходячись перед ГЕС Корумба ІІІ, становить верхній ступінь каскаду на річці Корумба (права притока Парани, точніше її верхньої течії Паранаїби).

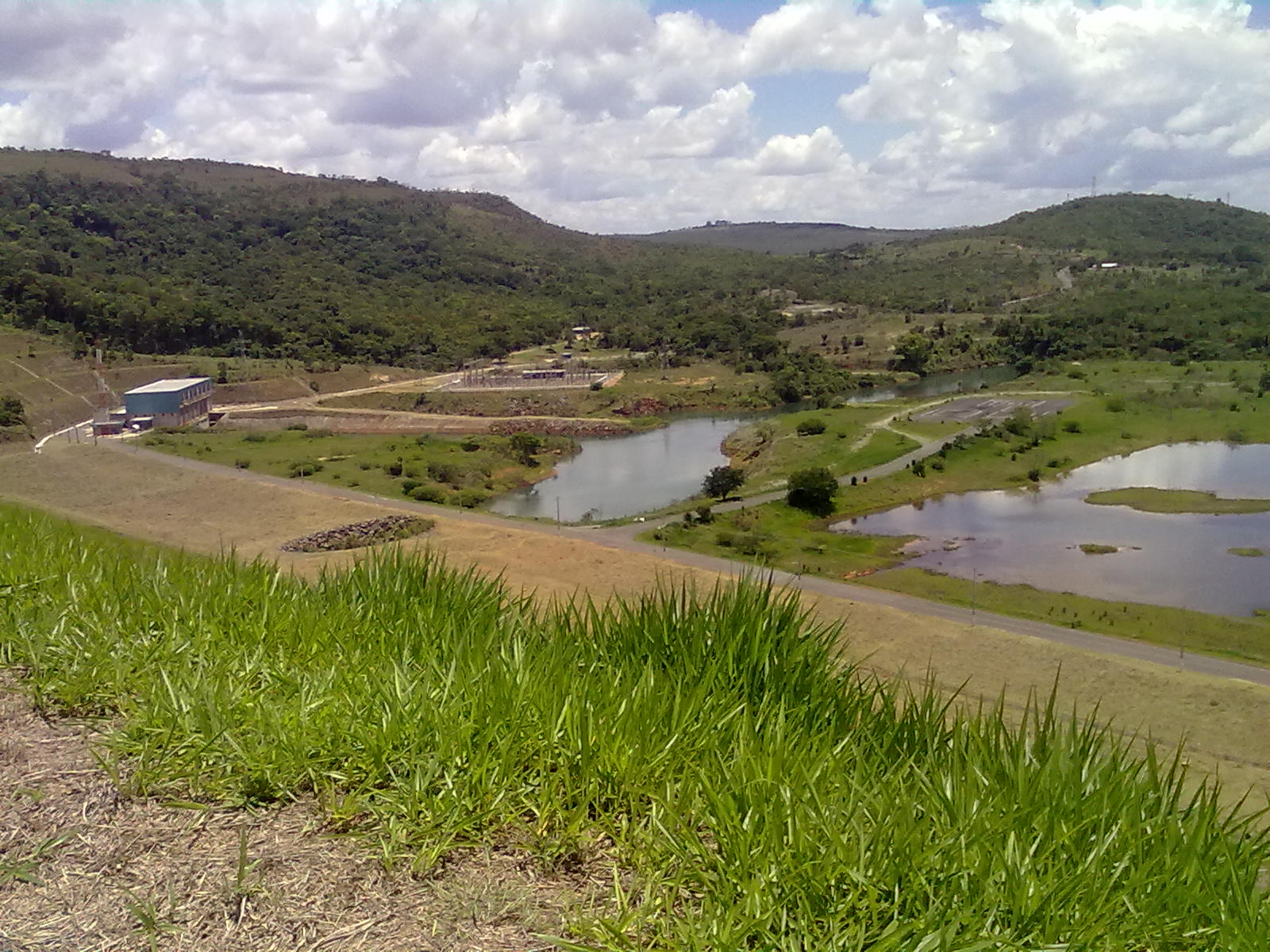
Вид з греблі (ліворуч будівля машинного залу)

У межах проєкту річку перекрили земляною греблею висотою 76 метрів, довжиною 1290 метрів та товщиною від 400 (по основі) до 10 (по гребеню) метрів. Вона утворила водосховище з площею поверхні 173 км2 та об'ємом 3,82 млрд м3.
Пригреблевий машинний зал обладнали двома турбінами типу Френсіс потужністю по 64,8 МВт, які працюють при напорі у 65 метрів.
Видача продукції відбувається по ЛЕП, розрахованій на роботу під напругою 138 кВ.
Вартість проєкту, завершеного у 2006 році, склала 600 млн доларів США.